# National Organization for Women
De National Organization for Women (NOW) is een Amerikaanse feministische organisatie. De NOW werd 1966 opgericht en telt anno 2017 zo'n 550.000 leden, verdeeld over alle staten van de VS.
De NOW werd in juni 1966 in Washington D.C. opgericht door 28 vrouwen, onder wie de feministe Betty Friedan, wier boek The Feminine Mystique uit 1963 de tweede feministische golf had ingeluid. Op het oprichtingscongres in oktober voegden nog eens 21 vrouwen zich bij de oprichters en werd Friedan benoemd tot de eerste voorzitter. In het eerste jaar was ook Kate Millett bestuurslid. De NOW heeft vanaf het begin ook mannen als lid toegelaten.
Aanleiding voor het oprichten van de NOW was onvrede over het uitblijven van de antidiscriminatiewetgeving die de bepalingen van de Civil Rights Act of 1964 moest doen uitvoeren. De wet uit 1964 had een eind moeten maken aan discriminatie op grond van onder meer ras en geslacht, maar implementatie ervan, en afdwingen door de federale overheid bleef maar uit. De NOW beijverde zich vanaf het begin voor gelijkberechtiging van mannen en vrouwen in het economische en sociale verkeer. De organisatie streeft ook thans bij voortduring naar wetgeving om aan discriminatie een eind te maken en zij probeert ook nieuwe vrouwenthema's op de kaart te zetten.